# Крылов, Владимир Платонович
Влади́мир Плато́нович Крыло́в (1841—1906) — русский патологоанатом, заслуженный профессор Харьковского университета.

## Биография
Родился 4 (16) июля 1841 года в селе Покровское-Раменье Ярославской губернии.
Медицинское образование получил в Санкт-Петербургской медико-хирургической академии, которую окончил в 1868 году; затем два года работал при кафедре патологической анатомии у М. М. Руднева. В 1870 году защитил докторскую диссертацию «О патолого-анатомических изменениях легких у сифилитиков». С 1871 года — прозектор Варшавского университета по кафедре судебной медицины; одновременно преподавал частную патологию и терапию. С 1873 до 1902 года) преподавал на кафедре патологической анатомии медицинского факультета Харьковского университета — экстраординарный с 1873, ординарный с 1882, заслуженный профессор с 1897 года; в 1899 году вышел на пенсию но продолжал преподавать.
Он впервые ввёл в учебный курс микроскопическое исследование по патологической гистологии. В 1874 году он поднял вопрос об открытии новых клиник в городских больницах, которые должны были способствовать улучшению преподавания как патологической анатомии, так и других клинических дисциплин. Эта идея была осуществлена с открытием в 1877 году госпитальных клиник (терапевтической и хирургической) Харьковского университета.
Был научным консультантом в Бактериологической станции Харьковского медицинского общества.
Им была создана школа отечественных патоморфологов, к которой относятся B. К. Высокович, К. Ф. Еленевский, А. И. Моисеев, И. Ф. Пожариский, C. Л. Эрлих и др.
В своих научных работах он одним из первых в России разработал учение об антропометрии и типах телосложения. Под руководством В. П. Крылова был издан уникальный труд — «Школьная хроника» — изложение 506 студенческих рефератов с разработкой секционного материала и их тщательным анализом. В. П. Крылов также известен как издатель-переводчик учебников по патологической анатомии, в числе которых: Интерстициальная пневмония / [Соч.] [Проф. Th. Juergensen'a] (1881), Наставление к судебным вскрытиям трупов / Соч. д-ра Гуго Миттенцвейга (Харьков: тип. М. Зильберберга, 1878), Очерк патологической гистологии с особенным обращением внимания на методику исследования / [Соч.] Д-ра Антона Вейксельбаума (Харьков, 1894. — 592 с.), Руководство к патологоанатомической диагностике и вскрытию трупов / [Соч.] Д-ра И. Орта (Харьков: тип. М. Зильберберга, 1877. — 572 с.), Очерк общей гистологии / [Соч.] Д-ра И. Диссе (Харьков: тип. А. Дарре, 1893).
Принимал активное участие в деятельности Харьковского медицинского общества, которое после его смерти выпустило в двух томах «Сборник в память профессора Владимира Платоновича Крылова» (Харьков, 1907—1912).
Умер 24 января (6 февраля) 1906 года. Похоронен на 13-м кладбище в Харькове.